# Жданов, Алексей Геннадьевич
Алексе́й Генна́дьевич Ждано́в (28 марта 1982, Старый Оскол, Белгородская область) — российский футболист, игравший на позиции нападающего; тренер.

## Карьера
Футболом начал заниматься в родном Старом Осколе с 6 лет. В 1995 году вместе с командой участвовал в турнире по мини-футболу в Волгограде, где был признан лучшим нападающим. После этого получил приглашение в «Олимпию» от местного тренера Леонида Слуцкого. Таким образом, в 13 лет оказался в Волгограде, где стал обучаться в училище олимпийского резерва.
В 1998 году вместе с «Олимпией» дебютировал на взрослом уровне — в третьем дивизионе чемпионата России. На следующий год молодая команда была усиленна опытными игроками и по итогам сезона добилась права выступать во втором дивизионе. В 2001 и 2002 годах становится бронзовым призёром второго дивизиона зоны «Юг». В 2003 году побывал на предсезонных сборах в «Анжи», где главный тренер Гаджи Гаджиев использовал Алексея на позиции защитника. Но, так как команды не смогли договориться о трансфере, вернулся в Волгоград и стал выступать в новом амплуа, и по окончании сезона 2003 стал серебряным призёром и лучшим защитником зоны «Юг». В 2005 году с 15 мячами стал лучшим бомбардиром зоны «Юг». По окончании сезона закончился контракт с «Олимпией», и Алексей вместе с Захаром Дубенским перешёл в латвийский «Вентспилс». Из-за недостаточной игровой практики решил сменить команду и заключил контракт с молдавским «Зимбру», где провёл два сезона, за которые стал вице-чемпионом и обладателем кубка Молдавии и принял участие в Кубке УЕФА. В 2008 году оказался в «Носте», которая выступала в первом дивизионе. В сезоне 2009 выступал за новую команду «Волгоград», где с 23 мячами стал лучшим бомбардиром всего второго дивизиона. По окончании сезона переходит в «Луч-Энергию». В 2011 году в команде сменился тренер, который не видел Алексея в составе. Вскоре перешёл в «Нефтехимик», где получил тяжёлую травму — разрыв приводящей мышцы. После травмы выступал за «Металлург-Оскол», дзержинский «Химик», мурманский «Север», «Зенит-Ижевск» и за любительский клуб «Анапа». В 2015—2017 выступал за «Ротор-Волгоград», в сезоне 2017/18 — за «Армавир».
В 2018 году перешёл в любительский клуб «Кубань Холдинг» из Павловской, в составе которого принял участие в кубке России сезона 2018/19.
В составе сборной России до 16 лет играл на чемпионате Европы 1999 года в Чехии.
С 2020 года работал тренером в структуре волгоградского «Ротора»; 18 ноября 2021 года был назначен исполняющим обязанности главного тренера основной команды после отставки Дмитрия Хохлова.

## Статистика
| Команда             | Сезон            | Чемпионат        | Чемпионат | Чемпионат | Кубок | Кубок | Еврокубки | Еврокубки | Итого | Итого |
| Команда             | Сезон            | Уров.            | Игры      | Голы      | Игры  | Голы  | Игры      | Голы      | Игры  | Голы  |
| ------------------- | ---------------- | ---------------- | --------- | --------- | ----- | ----- | --------- | --------- | ----- | ----- |
| Олимпия (Волгоград) | 2000             | III              | 26        | 10        | 2     | 1     | —         | —         | 28    | 11    |
| Олимпия (Волгоград) | 2001             | III              | 32        | 11        | 2     | 1     | —         | —         | 34    | 12    |
| Олимпия (Волгоград) | 2002             | III              | 26        | 7         | 2     | 2     | —         | —         | 28    | 9     |
| Олимпия (Волгоград) | 2003             | III              | 36        | 6         | 1     | 1     | —         | —         | 37    | 7     |
| Олимпия (Волгоград) | 2004             | III              | 21        | 4         | 5     | 1     | —         | —         | 26    | 5     |
| Олимпия (Волгоград) | 2005             | III              | 19        | 15        | 2     | 0     | —         | —         | 21    | 15    |
| Олимпия (Волгоград) | Итого            | Итого            | 160       | 53        | 14    | 6     | —         | —         | 174   | 59    |
| Вентспилс           | 2006             | I                | 5         | 0         | 1     | 2     | 0         | 0         | 6     | 2     |
| Зимбру              | 2006/07          | I                | 28        | 14        | ?     | ?     | 2         | 0         | 30*   | 14*   |
| Зимбру              | 2007/08          | I                | 24        | 12        | ?     | ?     | 2         | 2         | 26*   | 14*   |
| Зимбру              | 2008/09          | I                | 2         | 1         | ?     | ?     | —         | —         | 2*    | 1*    |
| Зимбру              | Итого            | Итого            | 54        | 27        | ?     | ?     | 4         | 2         | 58*   | 29*   |
| Носта               | 2008             | II               | 5         | 0         | 0     | 0     | —         | —         | 5     | 0     |
| Волгоград           | 2009             | III              | 32        | 23        | 5     | 0     | —         | —         | 37    | 23    |
| Луч-Энергия         | 2010             | II               | 30        | 7         | 1     | 1     | —         | —         | 31    | 8     |
| Луч-Энергия         | 2011/12          | II               | 14        | 0         | 0     | 0     | —         | —         | 14    | 0     |
| Луч-Энергия         | Итого            | Итого            | 44        | 7         | 1     | 1     | —         | —         | 45    | 8     |
| Нефтехимик          | 2011/12          | III              | 11        | 1         | 0     | 0     | —         | —         | 11    | 1     |
| Металлург-Оскол     | 2011/12          | III              | 9         | 2         | 0     | 0     | —         | —         | 9     | 2     |
| Химик (Дзержинск)   | 2012/13          | III              | 26        | 11        | 3     | 2     | —         | —         | 29    | 13    |
| Север               | 2013/14          | III              | 30        | 14        | 2     | 1     | —         | —         | 32    | 15    |
| Зенит-Ижевск        | 2014/15          | III              | 12        | 5         | 1     | 0     | —         | —         | 13    | 5     |
| Ротор-Волгоград     | 2015             | IV               | 22        | 15        | 4     | 5     | —         | —         | 26    | 20    |
| Ротор-Волгоград-2   | 2016             | IV               | 9         | 9         | 4     | 3     | —         | —         | 13    | 12    |
| Ротор-Волгоград     | 2016/2017        | III              | 29        | 23        | 1     | 1     | —         | —         | 30    | 24    |
| Всего за карьеру    | Всего за карьеру | Всего за карьеру | 448       | 190       | 36*   | 21*   | 4         | 2         | 488*  | 213*  |

Примечание: знаком * отмечены ячейки, данные в которых возможно больше указанных.

## Достижения

### Командные
- Вице-чемпион Молдавии: 2006/07.
- Обладатель Кубка Молдавии: 2006/07.
- Победитель второго дивизиона (зона «Запад»): 2012/13.
- Победитель второго дивизиона (зона «Юг»): 2016/17.
- Победитель третьего дивизиона (зона «Черноземье»): 2015.
- Серебряный призёр второго дивизиона (зона «Юг»): 2003.
- Бронзовый призёр второго дивизиона (зона «Поволжье»): 2001, 2002.
- Бронзовый призёр второго дивизиона (зона «Юг»): 2009.

### Личные
- Лучший защитник второго дивизиона (зона «Юг»): 2003.
- Лучший нападающий второго дивизиона (зона «Юг»): 2009[4].
- Лучший бомбардир второго дивизиона (зона «Юг»): 2005 (15 мячей), 2009 (23 мяча)[4], 2016/17 (23 мяча).

## Личная жизнь
Женился в 2004 году. Супруга — Екатерина. Двое детей: сын Никита (2005 г. р.) — полузащитник в детской команде ФК «Олимпия» и дочь Дарья.